# Armin Halle
Armin Halle (* 24. Februar 1936 in Lemgo; † 2. August 2023 in Leverkusen) war ein deutscher Journalist, Moderator und Medientrainer. Er gehörte zu den ersten Moderatoren des deutschen Privatfernsehens.

## Leben und Wirken
Halle diente nach dem Abitur sechs Jahre bei der Bundeswehr, zuletzt als Jugendoffizier im Stab des 2. Armeekorps in Ulm. Anschließend studierte er Pädagogik und Philosophie in München. 1966 startete Halle seine journalistische Karriere zunächst beim Bayerischen Rundfunk, wechselte aber bereits 1967 zur Süddeutschen Zeitung, für die er unter anderem aus dem Sechstagekrieg berichtete. Parallel zu seiner Tätigkeit als Redakteur und Kommentator für Sicherheits- und Außenpolitik bei der SZ unterrichtete er an der Deutschen Journalistenschule in München.
1970 holte ihn der damalige Verteidigungsminister Helmut Schmidt nach Bonn. Unter Schmidt und dessen Nachfolger Georg Leber amtierte Halle als Sprecher des Bundesverteidigungsministeriums. Von 1977 bis 1979 diente er Kanzler Schmidt als Ghostwriter, bis er als NATO-Informationsdirektor nach Brüssel ging. Die Stellung in Brüssel hatte Halle bis 1984 inne, zwischenzeitlich war er auch als Moderator der NDR-Talkshow (1979/80) und des Kölner Treffs (1982) tätig.
1984 wurde Armin Halle Chefredakteur von APF Blick, der ersten privaten Nachrichtensendung aus Hamburg, die später in SAT.1 Blick umbenannt wurde. Von 1987 an war Halle SAT.1-Chefmoderator, bis er sich 1994 als Medientrainer selbständig machte.

## Auszeichnungen
Armin Halle wurde für seine Arbeit bei SAT.1 im Jahr 1987 mit der Goldenen Kamera ausgezeichnet.